# Богданович, Александр Викторович
Алекса́ндр Ви́кторович Богдано́вич (бел. Аляксандр Віктаравіч Багдановіч; род. 29 апреля 1982, д. Елизово, Осиповичский район, Могилёвская область) — белорусский гребец на каноэ. Почетный гражданин города Бобруйска. Депутат Палаты представителей Национального собрания Республики Беларусь VI созыва (2016—2019).

## Биография
Начинал спортивную карьеру в Бобруйском государственном училище олимпийского резерва под руководством тренера П. Ф. Яновского. Олимпийский чемпион Олимпиады 2008 года на каноэ-двойке на 1000 метров и 4-й на 500 метров (с братом Андреем Богдановичем). На Олимпийских играх 2004 — 6-е и 10-е место в двойке на 500 и 1000 м соответственно (с Александром Курляндчиком). Победитель и призёр Чемпионатов мира и Чемпионатов Европы.
Участник Олимпийских игр 2012 года в категории каноэ-двойка дистанция 1000 м, где вместе с Андреем Богдановичем завоевал серебро.
С 2016 по 2019 годы был депутатом Палаты представителей Национального собрания Республики Беларусь шестого созыва от Осиповичского района Могилевской области, являлся членом Постоянной комиссии по национальной безопасности.
8 октября 2021 года избран председателем Федерации хоккея Республики Беларусь.

## Семья
Был в браке с Валерией Богданович, имеет сына Ивана. Сейчас в браке с Екатериной Антоновой, имеет сына Тимура.

## Государственные награды и звания
- Орден Почёта (Белоруссия).
- Заслуженный мастер спорта Республики Беларусь.
- Почетный гражданин города Бобруйска (2008).
- Воинское звание: подполковник.
- Почётный знак «За заслуги в развитии физической культуры, спорта и туризма» (21 ноября 2019, Межпарламентская ассамблея СНГ) — за значительный вклад в развитие физической культуры, спорта и туризма в государствах — участниках Содружества Независимых Государств, реализацию идей сотрудничества в сфере физической культуры, спорта и туризма[6].
- Почётная грамота Совета МПА СНГ (18 апреля 2019, Межпарламентская ассамблея СНГ) — за активное участие в деятельности Межпарламентской Ассамблеи и её органов, вклад в укрепление дружбы между народами государств — участников Содружества Независимых Государств[7].

## Политические взгляды
Подписал открытое письмо спортивных деятелей страны, выступающих за действующую власть Беларуси после жестких подавлений протестов в 2020 году.